# Capitalisme rhénan
 (juin 2018).
Si vous disposez d'ouvrages ou d'articles de référence ou si vous connaissez des sites web de qualité traitant du thème abordé ici, merci de compléter l'article en donnant les références utiles à sa vérifiabilité et en les liant à la section « Notes et références ».
Le capitalisme rhénan (aussi appelé « modèle social rhénan ») est un système économique caractéristique de l'économie allemande. Il est basé sur un modèle dans lequel le compromis social entre employeurs et syndicats joue un grand rôle et où les corps intermédiaires tiennent un grand rôle. Il est l'un des quatre grands modes d'organisation du capitalisme distingués par l'école de la régulation.
Le terme a été popularisé par l'ouvrage de Michel Albert paru en 1991, Capitalisme contre capitalisme.

## Caractéristiques
Le capitalisme rhénan se caractérise par : 
- un rôle important des banques régionales et une relativisation du rôle de la bourse dans le financement des entreprises ;
- une vision à long terme appuyée sur un auto-financement et sur un système de partenariat avec les clients, fournisseurs et employés ;
- un partenariat entre de puissants syndicats patronaux et salariaux qui limite aussi bien les conflits du travail que les interventions directes de l'État dans la vie des entreprises ;
- un système de protection sociale très développé ;
- une politique de stabilité monétaire gérée indépendamment des gouvernements.

## Implantation
Il ne faut donc pas le confondre avec le keynésianisme. La notion de capitalisme rhénan correspond plus ou moins au concept d'économie sociale de marché (soziale Marktwirtschaft) promue en Allemagne de l'Ouest (RFA) comme une alternative à la fois au capitalisme anglo-saxon et à l'économie d'État planifiée de l'ex-République démocratique allemande (RDA). Mais on peut également parler de capitalisme rhénan ou encore de traits rhénans à propos des Pays-Bas, de la Scandinavie, de l'Alsace, de la Suisse et même du Japon.

## Fondements et soutien
Le capitalisme rhénan repose sur des prémisses culturelles qui sont l'esprit de communauté fort dans les pays germaniques. Cet esprit contient un sentiment d'appartenance à un tout supérieur à ses parties composantes qui inspire l'esprit partenarial, de même que le refus relatif d'interventions étatiques extérieures. Ce positionnement culturel sur, notamment, l'échelle de collectivisme de Hofstede, conduit à pouvoir retrouver certains traits du capitalisme rhénan dans d'autres contextes culturels, qu'ils soient asiatiques ou nord-américains.

En mai 2009, le Premier Ministre belge, Yves Leterme (parti CD&V 9 9), a officiellement pris parti pour le « modèle rhénan en publiant un livre prise de position du même nom. 

« C'est la question politique majeure du moment. Comment les pouvoirs publics peuvent-ils aider l'économie à se redresser sans être trop interventionnistes ? Pour Yves Leterme, le modèle rhénan offre la solution. Il est convaincu qu'en cette période d'augmentation du chômage et de recul économique, l'Europe devrait s'inspirer de la recette éprouvée de l'économie sociale de marché. Basé sur une organisation de la société qui laisse fonctionner le marché libre, mais accorde une grande attention au renforcement de la cohésion sociale, le modèle rhénan croit en une collaboration harmonieuse entre les pouvoirs publics, les travailleurs et les employeurs.
Fort de son expérience en tant que dirigeant, Yves Leterme se concentre sur les défis et les opportunités de ce modèle. Il apporte ainsi une réponse chrétienne-démocrate à la crise et développe de nombreuses pistes de réflexion pour aborder des défis tels que le vieillissement, la mondialisation, les nouvelles technologies et les problèmes environnementaux. »

— Yves Leterme, Comment faire face à la crise ?
Également en Belgique, l'association The Rhineland Seminary plaide depuis longtemps pour le renouveau du modèle rhénan ; avec la caractéristique complémentaire de proposer son renouveau de pair avec tout à la fois le renouveau de l'idée « hanséatique » et le retour à une « religion naturelle ».

## Critique
À l'époque, de nombreux spécialistes se sont interrogés sur le futur du modèle rhénan face à la profonde crise économique que traversait l'Allemagne depuis les années 1980 et à la montée en puissance des modes de régulations caractéristiques du capitalisme anglo-saxon (prépondérance des actionnaires boursiers, difficultés des grandes banques, recul de la négociation collective et individualisation des conditions de travail), dans le contexte d'une atomisation accrue de la société[réf. nécessaire].
Plus tard, The Social Capital Foundation (TSCF) a repris le concept de capitalisme rhénan et fait figurer à son programme de l'approfondir, en s'opposant tant aux tentatives de construire un capitalisme d'État européen qu'à la généralisation d'un capitalisme néo-libéral sur le mode anglo-saxon.